# Koellikerina staurogaster
Koellikerina staurogaster is een hydroïdpoliep uit de familie Bougainvilliidae. De poliep komt uit het geslacht Koellikerina. Koellikerina staurogaster werd in 2004 voor het eerst wetenschappelijk beschreven door Xu & Huang. 